# Epitola cyanea
Epitola cyanea är en fjärilsart som beskrevs av Jackson 1964. Epitola cyanea ingår i släktet Epitola och familjen juvelvingar. Inga underarter finns listade i Catalogue of Life.